# Kalendarium powstania warszawskiego – 30 sierpnia

## 30 sierpnia, środa
|  |
|  |
|  |

Odzyskano Pałac Blanka i część Ratusza. Częściowa ewakuacja kanałami załogi Starego Miasta do Śródmieścia. Oddziały powstańcze przygotowane do przebicia z ul. Bielańskiej do Hal Mirowskich, które miało być zsynchronizowane z atakiem oddziałów śródmiejskich.
W radiu londyńskim odbieranym w Warszawie nadano tekst deklaracji rządu brytyjskiego i amerykańskiego o uznaniu Armii Krajowej za organizację kombatancką i integralną część Polskich Sił Zbrojnych. Ogłoszono również, że Niemcy biorący udział w zbrodniach wojennych i pogwałceniu przepisów wojennych poniosą za to odpowiedzialność.
300 rannych zginęło w bombardowaniu Szpitala Ujazdowskiego na Mokotowie.
W obronie Starówki poległ Roger Barlet – dezerter z Wehrmachtu walczący po stronie polskiej, w batalionie „Zośka”.